# The End of the Tour
The End of the Tour is een Amerikaanse film uit 2015, geregisseerd door James Ponsoldt en gebaseerd op het boek "Although of Course You End Up Becoming Yourself" van Rolling Stone-redactiemedewerker David Lipsky. De film ging in wereldpremière op 23 januari op het Sundance Film Festival.

## Verhaal
De film geeft het relaas weer van de vijf dagen die Rolling Stone-redactiemedewerker David Lipsky doorbracht in 1996 met de schrijver David Foster Wallace, na de publicatie van diens boek "Infinite Jest". Het interview werd opgenomen maar nooit gepubliceerd, de tapes verdwenen in Lipsky’s kast en de twee hebben elkaar nooit meer ontmoet. Nadat de schrijver in 2008 zelfmoord pleegde, werd het interview door Lypski in boekvorm uitgegeven.

## Rolverdeling
| Acteur          | Personage            |
| --------------- | -------------------- |
| Jesse Eisenberg | David Lipsky         |
| Jason Segel     | David Foster Wallace |
| Anna Chlumsky   | Sarah                |
| Joan Cusack     | Patty                |
| Mamie Gummer    |                      |
| Mickey Sumner   | Betsy                |